# Magnetflug

Hangwind an einem Gebirge

Beim Magnetflug handelt es sich um eine spezielle Art des Flugmodellsports: Hangflugmodelle mit Selbststeuerung. 
Diese F1E-Hangflugmodelle (auch Magnetsegler oder selbstgesteuerte Modelle genannt; engl.: glider with automatic compass steering oder F1E magnet steered glider) fliegen in Hangaufwinden und werden mit Hilfe des Erdmagnetismus gesteuert. Es ist dafür keine Funkfernsteuerung erforderlich. 
Beim Magnetflug werden die Freiflugmodelle von einem etwa fingergroßen Magneten gesteuert. Die Kraft des Erdmagnetfelds genügt, um das Modell auf Kurs zu halten. Ziel ist dabei, möglichst lange im Hangaufwind zu segeln. Die Magnet-Steuerung erfolgt unter Ausnutzung des Erdmagnetismus: Ein im Rumpfkopf befestigter, wie bei einem Kompass drehbarer, liegender Magnetstab bewegt das Seitenruder, dabei wird das Flugzeug automatisch in eine bestimmte Himmelsrichtung ausgerichtet. Auch wenn es von seitlichen Winden weggedreht wird, dreht es sich durch die Magnet-Steuerung wieder auf den voreingestellten Kurs.
Freifliegende Magnetflug-Modelle werden durch die Fédération Aéronautique Internationale (FAI) in der Klasse F1E eingestuft. Die Piloten der unter der Bezeichnung F1E firmierenden Hangflugmodelle messen sich regelmäßig bei Europa- und Weltmeisterschaften, unter anderem im September 2009 auf der Rhöner Wasserkuppe und bei der Europameisterschaft 2012 in Rumänien. Das FAI-Reglement fordert, dass diese Modellsegelflugzeuge nach einem Hangstart möglichst lange im Hangaufwind segeln. Um die aufsteigende Luftströmung am Hang optimal auszunutzen, muss das Modell immer in Hangnähe bleiben. Dazu muss es mit Hilfe der Magnet-Steuerung immer wieder seine gestörte Flugrichtung auf den Hang ausrichten. Eine zweite Herausforderung für den Wettkampfteilnehmer ist die optimal an den Wind angepassten Fluggeschwindigkeit des Modells, die durch Gewichtszugabe im Schwerpunkt (vor dem Start) erfolgt. Um besonders im Gebirge ein zu weites Davonsegeln der Modelle zu verhindern, sieht das FAI-Reglement jeweils eine maximale Flugzeit vor, die je nach Gelände zwischen zwei und fünf Minuten liegt. Nach dieser maximalen Flugzeit wird im Modell mittels Zeitschaltuhr eine Thermikbremse ausgelöst, die das Leitwerk hochklappt. 
Im etwas breiteren Kopf (dort wo das „Cockpit“ ist) liegt der um eine senkrechte Achse drehbar gelagerte Magnetstab. Der Magnetstab dreht eine senkrecht auf ihm stehende 10 bis 20 Zentimeter lange Achse. An dieser Achse ist ein vorderes Seitenruder starr befestigt. Wenn sich der Magnet dreht, dann dreht sich auch die starre Achse und das starr befestigte vordere Seitenruder. Es gibt keinerlei Seilzüge, beispielsweise zum hinteren Seitenruder. Dreht sich nun das Modell nach dem Start wegen einer ungünstigen seitlichen Windböe aus der Richtung, so hält der Kompasseffekt die Stellung des Magnetstabes stabil und über die Achse auch die Steuerfläche über der Rumpfspitze (das vordere Seitenruder) stabil. Diese Steuerfläche ist also weiterhin zum Hang ausgerichtet und korrigiert den Kurs des Flugzeuges wieder sanft zum Hang, auf den voreingestellten Kurs. Das vordere Seitenruder schlägt also wegen des Magneten aus, wenn das Modell den voreingestellten Kurs verlässt. Vor dem Start wird der Magnet jeweils auf den richtigen Kurs in Hangrichtung eingestellt. Zu erkennen sind diese F1E-Modell an ihrer typischen senkrechten Steuerfläche an der Rumpfspitze, die einer Fahne nicht unähnlich ist.